# Phrynobatrachus parvulus
Espèce
Synonymes
- Arthroleptis parvulus Boulenger, 1905
- Phrynobatrachus schoutedeni de Witte, 1921
- Phrynobatrachus ukingensis nyikae Loveridge, 1953

Statut de conservation UICN

 LC  : Préoccupation mineure
Phrynobatrachus parvulus est une espèce d'amphibiens de la famille des Phrynobatrachidae.

## Répartition
Cette espèce se rencontre en Angola, au Botswana, dans le sud-est de la République démocratique du Congo, au Malawi, en Tanzanie, en Zambie et au Zimbabwe.

## Description
Phrynobatrachus parvulus mesure environ 13 mm. Son dos est grisâtre avec des taches noires ; une marque triangulaire noire est présente entre les yeux. Son ventre est blanc avec ou sans taches brunes au niveau du poitrail.

## Publication originale
- Boulenger, 1905 : A list of the Batrachians and Reptiles collected by Dr. WJ Ansorge in Angola, with Descriptions of new Species. Annals and Magazine of Natural History, sér. 7, vol. 16, no 92, p. 105-115 (texte intégral).